# Callopsylla streeti
Callopsylla streeti är en loppart som beskrevs av Lewis 1973. Callopsylla streeti ingår i släktet Callopsylla och familjen fågelloppor. Inga underarter finns listade i Catalogue of Life.